# Aracy Balabanian
Aracy Balabanian (Campo Grande, 22 febbraio 1940 – Rio de Janeiro, 7 agosto 2023) è stata un'attrice brasiliana.

## Biografia
Aracy Balabanian nacque da genitori armeni, rifugiatisi in Brasile dopo il genocidio perpetrato dai Turchi Ottomani. A quindici anni si trasferì con tutta la famiglia a San Paolo.
Iscrittasi contemporaneamente alla Scuola d'Arte Drammatica e alla facoltà di Sociologia, non prenderà mai la laurea, con grande dispiacere dei genitori, inizialmente contrari ad assecondare le sue aspirazioni artistiche.
Il suo esordio di attrice avvenne negli anni 60, in un allestimento dell'Antigone di Sofocle elaborato anche per il piccolo schermo (Tv Tupi). Sempre in quel decennio iniziò ad apparire nelle telenovelas: tra i tanti suoi ruoli, i più importanti furono quelli in Corrida do Ouro, Pecato Rasgado e Bravo!, produzioni inedite sui canali italiani, che invece hanno diffuso  Brillante, Adamo contro Eva, Passione, Sol Nascente. Nella telenovela Rainha da Sucata, fortunata produzione Globo del 1990, impersonò una donna di origini armene.
Aracy Balabanian prese parte a qualche film. In teatro fu molto attiva negli anni 70 e 80, più saltuariamente invece nel terzo millennio.
Nel 2018 ottenne il Trofeu Mario Lago.
Nel dicembre del 2022 le venne diagnosticato un tumore polmonare, che ne avrebbe poi causato la morte il 7 agosto del 2023, all'età di 83 anni, durante un ricovero. 

## Vita privata
Non si sposò mai né ebbe figli; in alcune interviste rivelò di aver abortito due volte clandestinamente. 

## Filmografia

### Televisione
- Marcados Pelo Amor (1964)
- O Amor Tem Cara de Mulher (1966)
- Um Rosto Perdido (1966)
- Angústia de Amar (1967)
- Meu Filho, Minha Vida (1967)
- Sublime Amor (1967)
- Antônio Maria (1968)
- Nino, o Italianinho (1969)
- A Fábrica (1971)... Isabel
- O Primeiro Amor (1972)
- Corrida do Ouro (1974)
- Bravo! (1975)
- La villa bianca (1976)

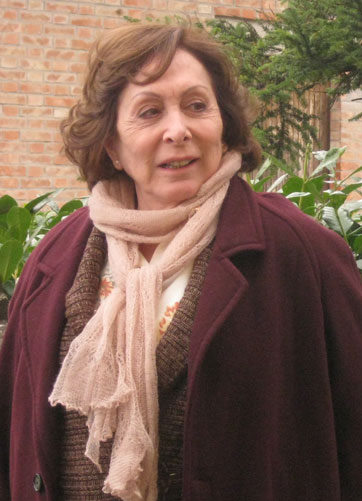
Aracy Balananian in Italia sul set della telenovela Passione (2010)

- Locomotivas (1977)... Miena Cabral
- Pecado Rasgado (1978)
- Coração Alado (1980)... Maria Faz-Favor
- Brillante (Brilhante) (1981)
- Elas Por Elas (1982)
- Adamo contro Eva (1983)
- Transas e Caretas (1984)
- Ti Ti Ti (1985)
- Mania de Querer (1986)
- Helena (1987)
- Que Rei Sou Eu? (1989)... Maria Fromet/Lenore Gaillard
- Rainha da Sucata (1990)... Dona Armênia (Arakel Tchobanian Giovani)
- Felicità (Felicidade) (1991)
- Deus Nos Acuda (1992)... Dona Armênia (Arakel Tchobanian Giovani)
- Pátria Minha (1994)
- A Próxima Vítima (1995)... Filomena Ferreto
- Sabor da Paixão (2002)
- Da Cor do Pecado (2004)
- A Lua Me Disse (2005)
- Eterna Magia (2007)
- Passione (2010)... Gemma Mattoli
- Cheias de Charme (2012)
- Saramandaia (2013)... Dona Pupu (Eponina Camargo)
- Geração Brasil (2014)
- Sol Nascente (2016)

### Cinema
- A Primeira Viagem (1975)
- Policarpo Quaresma, Herói do Brasil (1998)
- Caramujo-flor (1998)

## Teatro
- 1963 - Os Ossos do Barão
- 1966 - Oh, que delícia de guerra
- 1969 - Hair
- 1977 - Brechet, segundo Brechet
- 1980 - A Direita do Presidente
- 1985 - Boa noite Mãe
- 1985 - O Tempo e os Conways
- 1988 - Folias no Box
- 1991 - Fulaninha e Dona Coisa
- 1995 - Dias Felizes
- 1998 - Clarice Coração Selvagem
- 2006 - Comendo entre as refeições